# Vyšėjšaja Liha 2001
La Vyšėjšaja Liha 2001 è stata l'undicesima edizione della massima serie del campionato bielorusso di calcio, disputato tra l'11 aprile e il 7 novembre 2001 e conclusosi con la vittoria del Belšyna, al suo primo campionato vinto. Il capocannoniere della competizione fu Sergej Davydov (Nëman-Belkard) con 25 reti realizzate.

## Stagione

### Novità
Dalla Vyšėjšaja Liha 2000 vennero retrocessi in Peršaja Liha il Lida, il Tarpeda-Kadzina Mahilëŭ e il Kamunal'nik Slonim, mentre dalla Peršaja Liha venne promosso il solo Maladzečna, con una conseguente riduzione del numero di squadre partecipanti da 16 a 14. Nel corso della stagione il Naftan-Dėvon cambiò denominazione in Naftan.

### Formula
Le 14 squadre partecipanti disputarono un girone all'italiana con partite di andata e ritorno per un totale di 26 partite. La prima classificata, vincitrice del campionato, venne ammessa alla UEFA Champions League 2002-2003. La seconda classificata venne ammessa in Coppa UEFA 2002-2003, assieme alla squadra vincitrice della Coppa di Bielorussia; se quest'ultima avesse concluso il campionato al secondo posto, la terza classificata sarebbe stata ammessa in Coppa UEFA. Un ulteriore posto venne assegnato per la partecipazione alla Coppa Intertoto 2002. Le ultime due classificate vennero retrocesse in Peršaja Liha.

## Squadre partecipanti
| Club                     | Città      | Stadio             | Stagione 2000               |
| ------------------------ | ---------- | ------------------ | --------------------------- |
| BATĖ Borisov             | Barysaŭ    | Stadio Haradzki    | 2º posto in Vyšėjšaja Liha  |
| Belšyna                  | Babrujsk   | Stadio Spartak     | 9º posto in Vyšėjšaja Liha  |
| Dinamo Brėst             | Brėst      | OSK Brestsky       | 10º posto in Vyšėjšaja Liha |
| Dinamo Minsk             | Minsk      | Stadio Dinamo      | 3º posto in Vyšėjšaja Liha  |
| Dnjapro-Transmaš Mahilëŭ | Mahilëŭ    | Spartak Stadium    | 7º posto in Vyšėjšaja Liha  |
| Homel'                   | Homel'     | Stadyen Central'ny | 6º posto in Vyšėjšaja Liha  |
| Ljakamatyŭ-96 Vicebsk    | Vicebsk    | Vitebsky CSK       | 11º posto in Vyšėjšaja Liha |
| Maladzečna-2000          | Maladzečna | Stadyen Haradski   | 1º posto in Peršaja Liha    |
| Naftan                   | Navapolack | Stadyen Atlant     | 13º posto in Vyšėjšaja Liha |
| Nëman-Belkard            | Hrodna     | Stadyen Nëman      | 4º posto in Vyšėjšaja Liha  |
| Šachcër Salihorsk        | Salihorsk  | Stadyen Stroitel   | 5º posto in Vyšėjšaja Liha  |
| Slavija Mazyr            | Mazyr      | Stadyen Junatsva   | Campione della Bielorussia  |
| Tarpeda-MAZ Minsk        | Minsk      | Stadio Torpedo     | 8º posto in Vyšėjšaja Liha  |
| Vedryč-97 Rėčyca         | Rėčica     | Stadio Vedrich     | 12º posto in Vyšėjšaja Liha |

## Classifica finale
|  | Pos. | Squadra                  | Pt | G  | V  | N | P  | GF | GS | DR  |
|  | ---- | ------------------------ | -- | -- | -- | - | -- | -- | -- | --- |
|  | 1.   | Belšyna                  | 56 | 26 | 17 | 5 | 4  | 43 | 19 | +24 |
|  | 2.   | Dinamo Minsk             | 53 | 26 | 16 | 5 | 5  | 52 | 21 | +31 |
|  | 3.   | BATĖ Borisov             | 51 | 26 | 16 | 3 | 7  | 54 | 31 | +23 |
|  | 4.   | Nëman-Belkard            | 50 | 26 | 14 | 8 | 4  | 44 | 20 | +24 |
|  | 5.   | Šachcër Salihorsk        | 46 | 26 | 13 | 7 | 6  | 43 | 24 | +19 |
|  | 6.   | Slavija Mazyr            | 44 | 26 | 13 | 5 | 8  | 49 | 27 | +22 |
|  | 7.   | Homel'                   | 42 | 26 | 12 | 6 | 8  | 35 | 24 | +11 |
|  | 8.   | Tarpeda-MAZ Minsk        | 37 | 26 | 10 | 7 | 9  | 31 | 32 | -1  |
|  | 9.   | Dnjapro-Transmaš Mahilëŭ | 31 | 26 | 8  | 7 | 11 | 29 | 37 | -8  |
|  | 10.  | Maladzečna-2000          | 29 | 26 | 8  | 5 | 13 | 23 | 47 | -14 |
|  | 11.  | Dinamo Brėst             | 29 | 26 | 8  | 5 | 13 | 26 | 38 | -12 |
|  | 12.  | Ljakamatyŭ-96 Vicebsk    | 19 | 26 | 4  | 7 | 15 | 18 | 51 | -33 |
|  | 13.  | Naftan                   | 14 | 26 | 4  | 2 | 20 | 18 | 51 | -33 |
|  | 14.  | Vedryč-97 Rėčyca         | 8  | 26 | 2  | 2 | 22 | 17 | 60 | -43 |

Legenda:
      Campione di Bielorussia e ammesso alla UEFA Champions League 2002-2003.
      Ammesso alla Coppa UEFA 2002-2003.
      Ammessa alla Coppa Intertoto 2002.
      Retrocessa in Peršaja Liha 2002.
Note:
Tre punti a vittoria, uno a pareggio, zero a sconfitta.

## Risultati

### Tabellone
|                          | Bel  | DiM  | BAT  | Nëm  | Šac  | Sla  | Hom  | TMi  | Dnj  | Mal  | DiB  | Lya  | Naf  | Ved  |
| ------------------------ | ---- | ---- | ---- | ---- | ---- | ---- | ---- | ---- | ---- | ---- | ---- | ---- | ---- | ---- |
| Belšyna                  | –––– | 1-2  | 2-3  | 0-0  | 1-0  | 2-0  | 1-0  | 3-1  | 2-0  | 2-0  | 3-2  | 2-0  | 1-0  | 2-0  |
| Dinamo Minsk             | 0-1  | –––– | 2-0  | 2-0  | 2-0  | 0-1  | 3-0  | 3-1  | 0-1  | 3-1  | 1-1  | 4-0  | 1-0  | 4-1  |
| BATĖ Borisov             | 0-1  | 1-3  | –––– | 1-1  | 0-0  | 3-2  | 1-0  | 5-2  | 2-0  | 6-3  | 2-1  | 2-0  | 4-1  | 3-0  |
| Nëman-Belkard            | 2-2  | 1-1  | 4-2  | –––– | 1-0  | 1-1  | 0-0  | 1-0  | 0-1  | 3-0  | 3-1  | 1-0  | 5-0  | 2-0  |
| Šachcër Salihorsk        | 4-2  | 2-2  | 1-0  | 4-1  | –––– | 1-1  | 3-1  | 1-1  | 1-0  | 4-1  | 4-1  | 0-0  | 3-0  | 1-0  |
| Slavija Mazyr            | 1-0  | 0-0  | 1-3  | 0-1  | 2-0  | –––– | 0-0  | 1-1  | 4-2  | 4-0  | 2-3  | 6-0  | 3-0  | 6-3  |
| Homel'                   | 2-2  | 0-4  | 0-1  | 2-1  | 3-1  | 3-1  | –––– | 2-3  | 2-0  | 3-0  | 1-0  | 5-0  | 2-0  | 0-0  |
| Tarpeda-MAZ Minsk        | 0-1  | 0-0  | 1-4  | 0-0  | 0-2  | 2-0  | 0-0  | –––– | 0-0  | 1-0  | 1-0  | 5-0  | 2-1  | 1-0  |
| Dnjapro-Transmaš Mahilëŭ | 0-3  | 4-3  | 2-3  | 0-2  | 2-2  | 1-2  | 0-0  | 3-1  | –––– | 4-2  | 2-0  | 1-1  | 1-1  | 0-2  |
| Maladzečna-2000          | 0-0  | 1-3  | 2-1  | 0-3  | 0-0  | 0-4  | 1-0  | 1-1  | 2-1  | –––– | 1-0  | 0-1  | 2-1  | 2-0  |
| Dinamo Brest             | 0-2  | 2-1  | 1-0  | 0-3  | 2-1  | 1-0  | 0-3  | 1-3  | 0-0  | 0-0  | –––– | 3-1  | 3-0  | 0-0  |
| Ljakamatyŭ-96 Vicebsk    | 1-1  | 1-3  | 0-3  | 1-1  | 1-2  | 0-4  | 0-1  | 1-0  | 1-1  | 1-1  | 0-0  | –––– | 4-0  | 2-0  |
| Naftan                   | 1-3  | 1-2  | 1-1  | 1-2  | 0-3  | 0-2  | 0-1  | 1-2  | 0-1  | 0-1  | 2-1  | 2-1  | –––– | 2-0  |
| Vedryč-97 Rėčyca         | 0-3  | 0-3  | 0-3  | 1-5  | 0-3  | 0-1  | 2-4  | 1-2  | 1-2  | 1-2  | 2-3  | 3-1  | 0-3  | –––– |

## Statistiche

### Classifica marcatori
| Gol |  |  | Giocatore           | Squadra                        |
| --- |  |  | ------------------- | ------------------------------ |
| 25  |  |  | Sergej Davydov      | Nëman-Belkard                  |
| 14  |  |  | Vital' Kutuzaŭ      | BATĖ Borisov                   |
| 12  |  |  | Pëtr Kačuro         | Dinamo Minsk                   |
| 11  |  |  | Viktar Barel'       | Homel'                         |
| 11  |  |  | Ihar Čumačenka      | Dinamo Minsk, Dnjapro-Transmaš |
| 11  |  |  | Sjarhej Nikifarėnka | Šachcër Salihorsk              |
| 11  |  |  | Valeryj Strypejkis  | Slavija Mazyr                  |
| 10  |  |  | Vadzim Bojka        | Dinamo Brest                   |
| 10  |  |  | Arcëm Kancavy       | BATĖ Borisov                   |
| 10  |  |  | Aljaksandr Sjadnëŭ  | Belšyna                        |